# Touch Me in the Morning (álbum de Diana Ross)
Touch Me in the Morning é o quarto álbum de estúdio de Diana Ross, lançado em 1973 pela Motown Records. Alcançou #5 nos EUA (#1 R&B) e vendeu mais de 650,000 cópias.

## Recepção
O álbum resultou o hit homônimo, tornando-se o segundo #1 de Diana no US Billboard Hot 100 singles chart, e ajudou o álbum a atingir o #5 no US Billboard 200 albums chart.
No Reino Unido, a faixa-título e "All of my life" foram ambas singles no Top 10, e o álbum atingiu #7 dando certificado de Ouro pelas vendas de mais de 100,000 cópias.
O álbum inclui as primeiras faixas que Diana pode produzir pessoalmente.
“Imagine” e o Medley: Brown Baby/Save The Children”, tiveram vários cortes na edição final do álbum. My Baby (My Baby, My Own)" foram originalmente destinadas para o album To the Baby em que Diana trabalhava nesse período.
A produção era limpa e organizada, e ligeiramente desaventurada, Diana pode começar a trabalhar com seu irmão/compositor  Arthur "T-Boy" Ross durante as sessões, Diana acabou gravando e lançando as canções que ele co-escreveu.

## Faixas do álbum
1. "Touch Me in the Morning" (Michael Masser, Ron Miller)  – 3:26
2. "All of My Life" (Michael Randall) – 3:31
3. "We Need You" (Deke Richards) – 3:44
4. "Leave a Little Room" (Michael Randall) – 3:37
5. "I Won't Last a Day Without You" (Roger Nichols, Paul Williams) – 3:49
6. "Little Girl Blue" (Lorenz Hart, Richard Rodgers) – 3:58
7. "My Baby (My Baby, My Own)" (Tom Baird) – 2:45
8. "Imagine" (John Lennon) – 3:01
9. "Medley: Brown Baby/Save the Children" (Renaldo Benson, Oscar Brown, Jr., Al Cleveland, Marvin Gaye) – 8:17

### Edição Expandida de 2010
Touch Me in the Morning: Expanded Edition, lançado em janeiro de 2010, em disco duplo, inclui uma nova remasterização do álbum original, com remixes e versões alternativas das músicas adicionados na lista de faixas no CD 1;
O CD 2 vem com o album To the Baby que inclui músicas não lançadas, como os covers da canção "Got To Be There" do cantor Michael Jackson e "First Time Ever I Saw Your Face" da cantora Roberta Flack assim como a faixa título, escrita pelo irmão de Diana Ross Arthur "T-Boy" Ross. O Medley original "Imagine/Save the Children", duas das canções do album original, nas suas versões originais antes de serem lançadas em "Touch Me in the Morning", e um mix alternativo de "Young Mothers", que foi novamente lançada em 1983.
Também inclui duas canções gravadas na mesma época: "Kewpie Doll", escrita e co-produzida por Smokey Robinson, e "When We Grow Up", para o álbum Free to Be...You and Me de Marlo Thomas lançado em 1972.

### Faixas
CD 1 (Touch Me in the Morning) [bonus tracks]
11. "Touch Me in the Morning" (alternate version #1)
12. "All of My Life" (alternate mix)
13. "We Need You" (alternate mix)
14. "Leave a Little Room" (alternate mix)
15. "Touch Me in the Morning" (alternate version #2)
CD 2 (To the Baby)
1. "Part of You"
2. "A Wonderful Guest"
3. "Young Mothers" (alternate version)
4. "The First Time Ever I Saw Your Face"
5. "Got to Be There"
6. "To the Baby"
7. "Brown Baby" (alternate version)
8. "My Baby (My Baby, My Own)" (alternate version)
9. "Turn Around" (alternate version)
10. "Imagine/Save the Children" (original edit/alternate version)
11. "Kewpie Doll"
12. "When We Grow Up" (from Free to Be... You and Me)

## Charts
| Ano  | Album                   | Posições | Posições |
| Ano  | Album                   | US       | US R&B   |
| ---- | ----------------------- | -------- | -------- |
| 1973 | Touch Me in the Morning | 5        | 1        |

### Singles
| Ano  | Single                    | Posições | Posições | Posições           |
| Ano  | Single                    | US       | US R&B   | Adult Contemporary |
| ---- | ------------------------- | -------- | -------- | ------------------ |
| 1973 | "Touch Me In The Morning" | 1        | 5        | 1                  |